# یواس‌ان‌اس هنسون (تی-ای‌جی‌اس-۶۳)
یواس‌ان‌اس هنسون (تی-ای‌جی‌اس-۶۳) (به انگلیسی: USNS Henson (T-AGS-63)) یک کشتی است که طول آن ۳۲۹ فوت (۱۰۰ متر) می‌باشد. این کشتی در سال ۱۹۹۶ ساخته شد.